# Haus vom Nikolaus

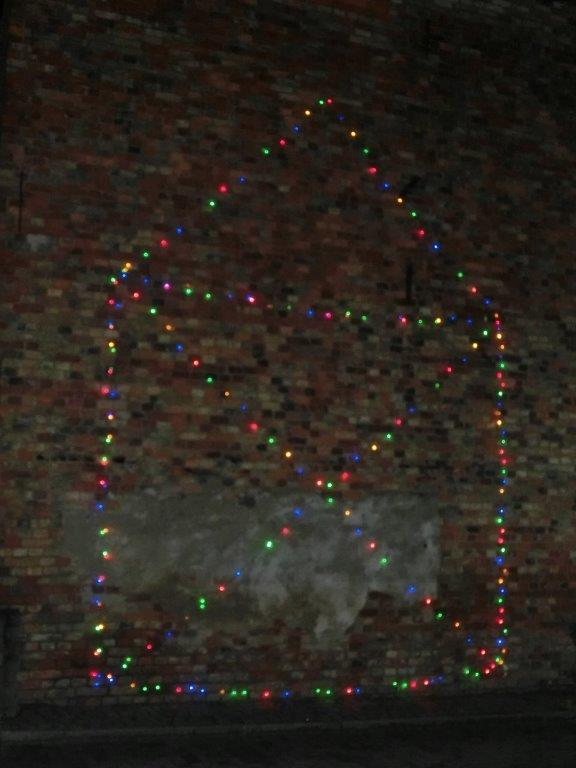
Lichterkette in Plau

Das Haus vom Nikolaus ist ein Zeichenspiel und Rätsel für Kinder. Ziel ist es, ein „Haus“ in einem Linienzug aus genau acht Strecken zu zeichnen, ohne eine Strecke zweimal zu durchlaufen. Begleitet wird das Zeichnen mit dem simultan gesprochenen Reim aus acht Silben: „Das ist das Haus vom Ni-ko-laus.“

## Herkunft
Eine Geschichte bzw. die Herkunft dieses Zeichenspiels ist nicht bekannt. Es ist auch der Spruch „Wer dies nicht kann, kriegt kei-nen Mann“ überliefert, was auf eine Bekanntheit bereits Ende des 19. Jahrhunderts hindeuten könnte.

## Mathematikbezug

Das ist das Haus vom Ni-ko-laus

Alle 44 Lösungen mit Startpunkt 1
(▶ Als Video ansehen)

Alle 10 ungültigen Versuche mit Startpunkt 1
(▶ Als Video ansehen)

Mathematisch gesehen handelt es sich beim Haus vom Nikolaus um ein Problem aus der Graphentheorie. Problemgegenstand ist ein Graph, für den ein Eulerweg, aber kein Eulerkreis existiert, da er zwei Knoten von ungeradem Grad (die Knoten 1 und 2 haben hier jeweils einen Grad von 3) enthält. Komplett mit nur einer Linie kann das Haus nur vom Knoten 1 oder vom Knoten 2 aus gezeichnet werden und endet dann im jeweils anderen Knoten. Diese beiden Knoten verfügen über eine ungerade Anzahl von Kanten (= Verbindungsstrecken), während alle anderen Knoten über eine gerade Anzahl verfügen. Eine Lösung kann deshalb nur gefunden werden, wenn diese Knoten als Start- bzw. Endpunkt dienen.
Der Schnittpunkt S der beiden Diagonalen (bzw. des innenliegenden „X“) ist hier kein Knoten, da man beim Zeichnen an dieser Stelle laut den Spielregeln die Richtung der Linie nicht ändern darf. Das „X“ darf also weder aus den Linienzügen [1, S, 4] (oder [4, S, 1]) und [2, S, 3] (oder [3, S, 2]) noch aus [1, S, 2] (oder [2, S, 1]) und [3, S, 4] (oder [4, S, 3]) zusammengesetzt werden, sondern muss aus [1, S, 3] (oder [3, S, 1]) und [2, S, 4] (oder [4, S, 2]) gebildet werden.
Das Auffinden aller möglichen Lösungen stellt eine beliebte Übungsaufgabe der Algorithmentechnik zur Einübung des Backtracking-Verfahrens dar. Wird vorausgesetzt, dass man im Knoten 1 anfängt, existieren 44 Lösungen (siehe die Abbildung aller 44 Lösungen), und es gibt nur 10 Möglichkeiten, das Spiel zu „verlieren“. Die Möglichkeiten, die man mit Knoten 2 als Ausgangspunkt hat, entsprechen diesen Möglichkeiten als Spiegelbilder, wobei die Spiegelachse durch die beiden Punkte 5 und S verläuft, so dass es insgesamt 88 verschiedene Arten gibt, das Haus in einem Zug fertig zu zeichnen.

## Rezeptionen in Kunst und Unterhaltung
Das Haus vom Nikolaus wurde 1986 von dem Künstler Reinhold Braun malerisch als Thema aufgegriffen. Das Gemälde befindet sich im Verwaltungsgerichtshof Baden-Württemberg. 2013 wurde es künstlerisch in Nils Frankes Ölgemälde Junge aufgegriffen. Dieses Werk erhielt den Heise Kunstpreis 2013 und wurde im Bayer Kulturhaus ausgestellt. 2020 griff es Ellen Bratfisch in ihrer Performance «Ich bau ein Haus für Nick und Klaus» beim ACT Performancefestival auf.